# Alcyonidium polyoum
Alcyonidium polyoum är en mossdjursart som först beskrevs av Arthur Hill Hassall 1841.  Alcyonidium polyoum ingår i släktet Alcyonidium och familjen Alcyonidiidae. Inga underarter finns listade i Catalogue of Life.